# Druzjny
Druzjny (belarusiska: Дружны, ryska: Дружный: Dryzjnyj) är ett samhälle i Belarus. Den ligger i voblasten Minsks voblast, i den centrala delen av landet, 40 km sydost om huvudstaden Minsk. Druzjny ligger 173 meter över havet och antalet invånare är 8 978.

## Natur och klimat
Terrängen runt Druzjny är mycket platt. Druzjny är det största samhället i trakten.
Trakten runt Druzjny består till största delen av jordbruksmark. Runt Druzjny är det ganska glesbefolkat, med 32 invånare per kvadratkilometer.